# سیارک ۱۷۰۹۰
سیارک ۱۷۰۹۰ (به انگلیسی: 17090 Mundaca، نامگذاری:1999JE21) هفده هزار و نودمین سیارک کشف شده‌است که در ۱۰ مه ۱۹۹۹ کشف شد.
قدر مطلق سیارک برابر ۱۵.۵ است.